# Brumăriță de pădure
Brumărița de pădure (Prunella modularis) este o pasăre mică din ordinul paseriformelor, familia Prunellidae, care se găsește în toată Europa temperată și în Rusia asiatică. Brumărița de pădure a fost introdusă cu succes în Noua Zeelandă. Cuibărește în parcuri, grădini, păduri rare, zone cu garduri vii și tufișuri, dar și pâlcuri de conifere tinere.

## Taxonomie
Brumărița de pădure a fost descrisă de naturalistul suedez Carl Linnaeus în 1758 în cea de-a zecea ediție a Systema Naturae. El a inventat numele binomial de  Motacilla modularis. Epitetul specific vine din latinescul modularis „modulator” sau „cântând”. Această specie este acum plasată în genul Prunella care a fost introdus de ornitologul francez Louis Vieillot în 1816.

### Subspecii
Sunt recunoscute opt subspecii:
- P. m. hebridium (Meinertzhagen, 1934) – Irlanda și vestul Scoției
- P. m. occidentalis (Hartert, 1910) – Scoția (cu excepția vestului), Anglia, Wales și vestul Franței
- P. m. modularis (Linnaeus, 1758) – nordul si centrul Europei
- P. m. mabbotti (Harper, 1919) – Peninsula Iberică, sud-centrul Franței și Italia
- P. m. meinertzhageni (Harrison & Pateff, 1937) – Balcani
- P. m. fuscata (Mauersberger, 1971) – sudul Peninsulei Crimeea (coasta de nord a Mării Negre)
- P. m. euxina (Watson, 1961) – nord-vest și nordul Turciei
- P. m. obscura (Hablizl, 1783) – nord-estul Turciei, Caucaz și nordul Iranului

Unii taxonomiști au sugerat recent că brumărița de pădure ar putea fi mai bine tratată ca trei specii, cu P. m. mabbotti și P. m. obscura  fiind ridicate de la statutul de subspecie.

## Descriere

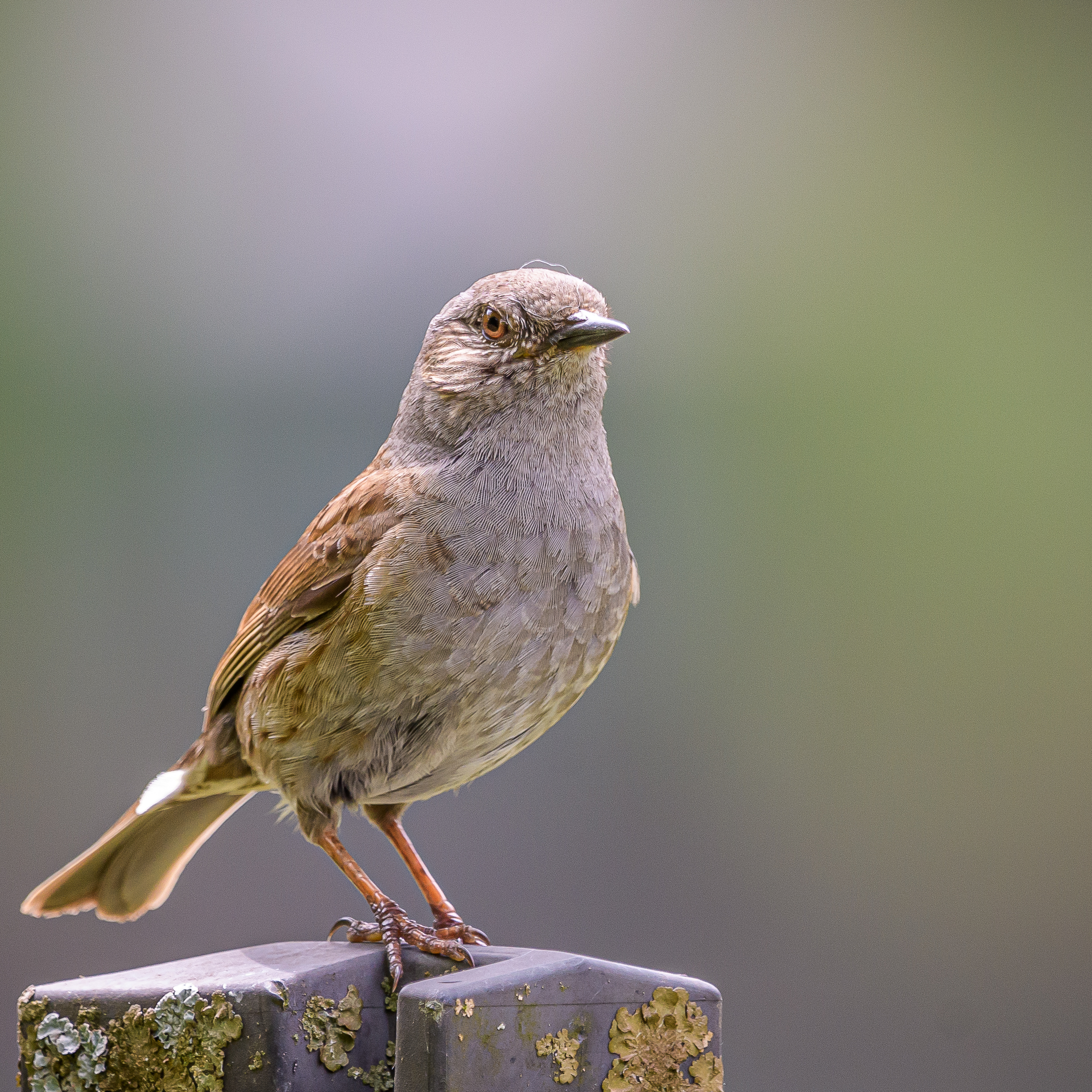

Brumărița de pădure măsoară 13–14,5 centimetri lungime și cântărește aproximativ 20 de grame. Pasărea adultă are un spate striat, seamănând cu o vrabie de casă, dar are ciocul subțire ca o pasăre insectivoră. Pieptul și capul sunt gri-albăstrui, penele auriculare și creștetul cu o tentă gri-maroniu. Picioarele maroniu roșiatic. Nu are alb în coadă. Supraalarele mari au pete fine la vârf. Are un aspect general uniform și monoton, care poate să fi evoluat pentru a evita prădarea. Ambele sexe sunt de culoare similară.
Spre deosebire de orice pasăre maro mică de dimensiuni similare, păsările prezintă bătăi frecvente ale aripilor, mai ales atunci când sunt implicate în dispute teritoriale sau când concurează pentru împerechere.
Sunetul de alarmă este un tiih subțire și tare, cântecul rapid și simplu de înaltă frecvență poate să semene cu cel al pănțărușului.

## Galerie

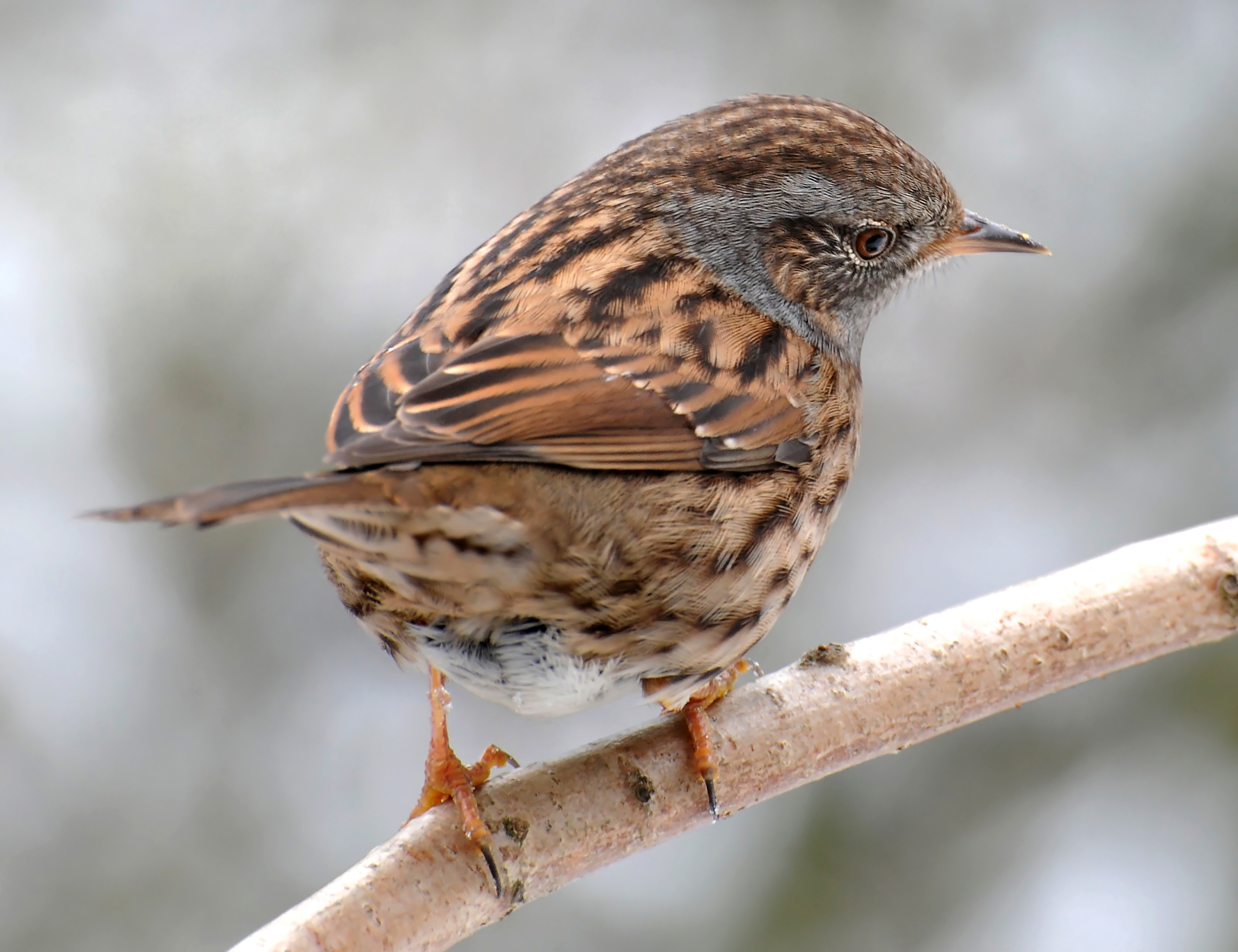
În Germania
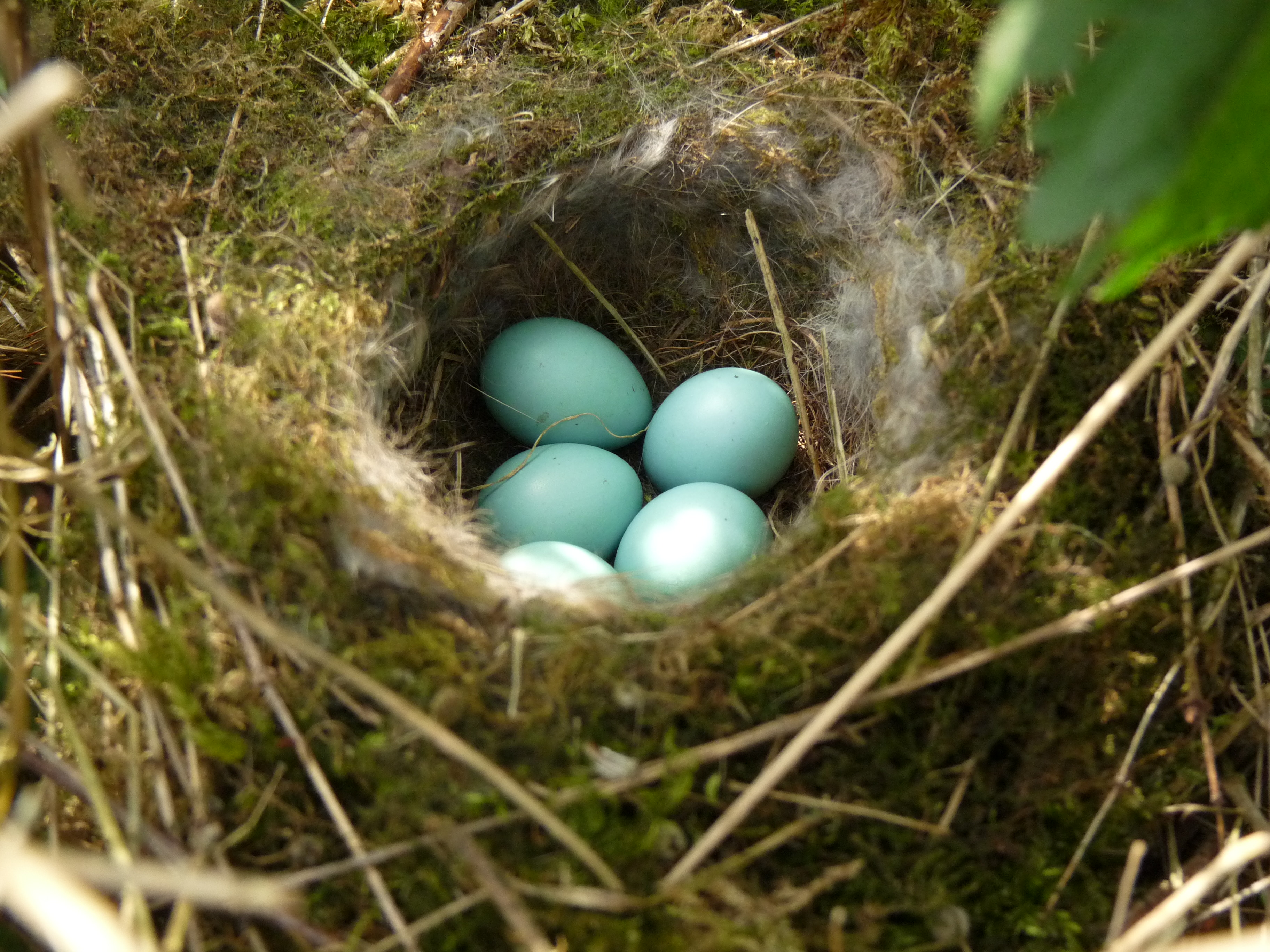
Cuib și ouă
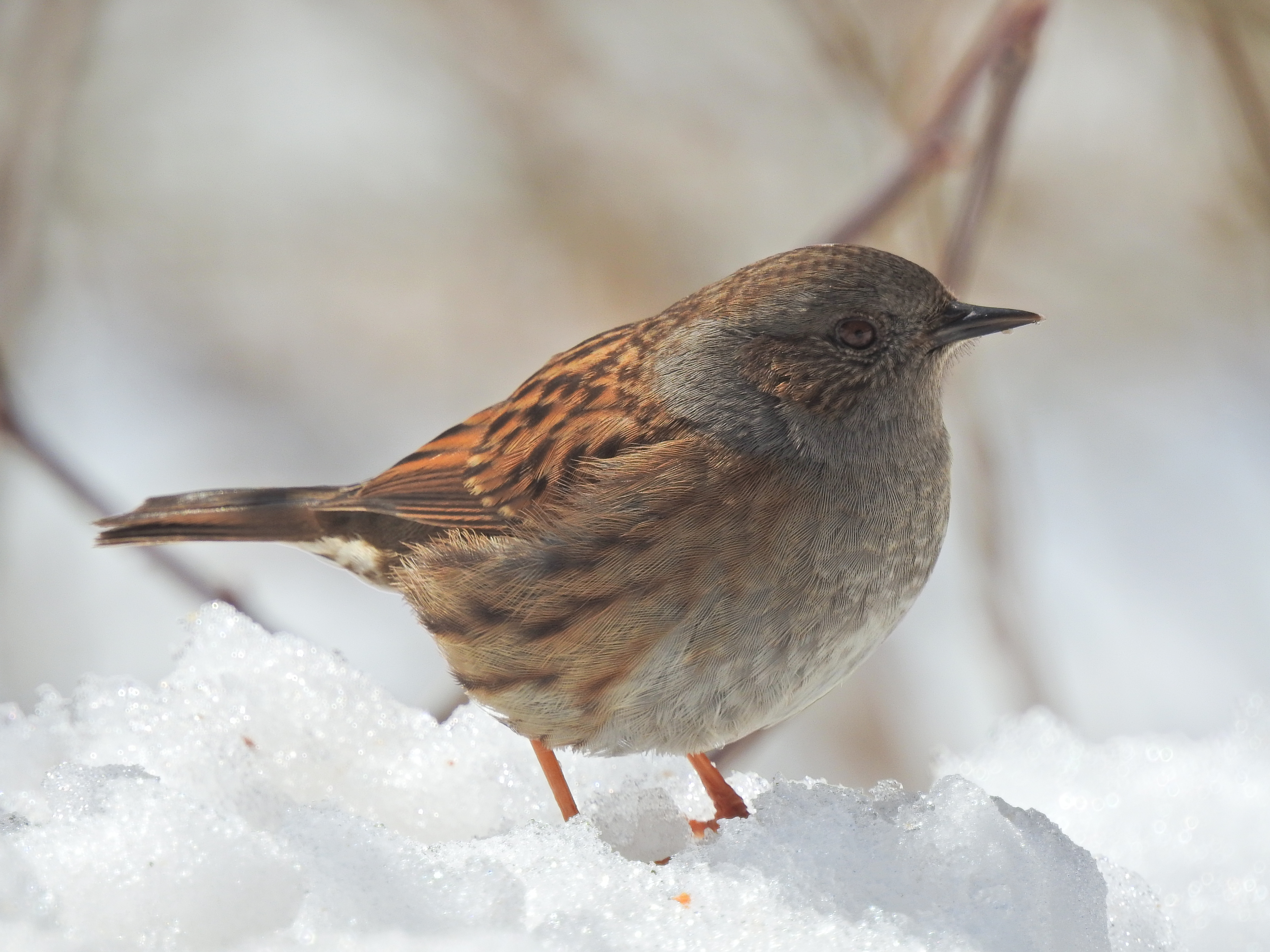
În Brașov, România